# Gwiazda neutronowa

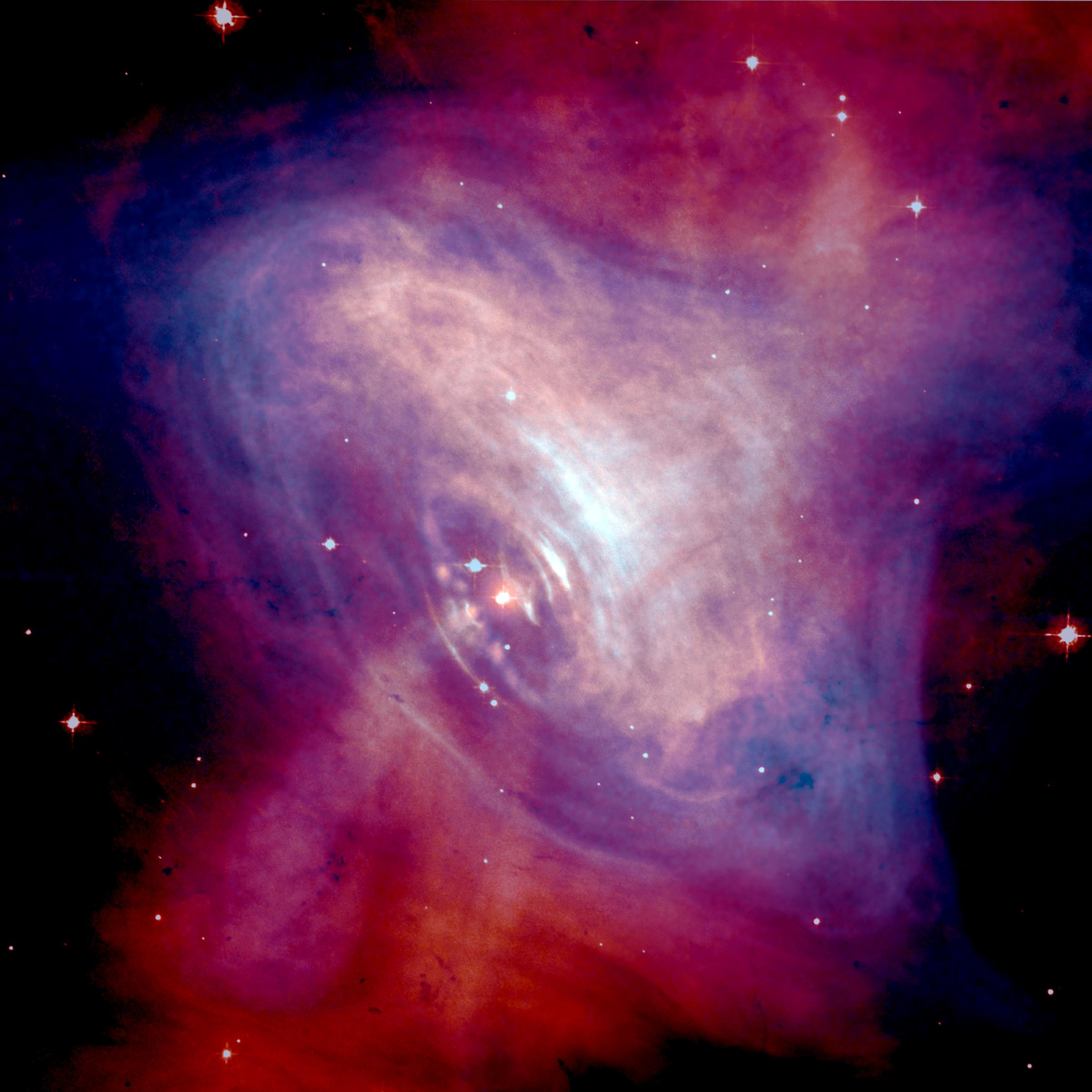
Pulsar PSR B0531+21 w Mgławicy Kraba

Gwiazda neutronowa – gwiazda zdegenerowana powstała w wyniku ewolucji gwiazd o dużych masach (ok. 10–25 mas Słońca). Powstają podczas supernowej (supernowe typu II lub Ib) lub kolapsu białego karła (supernowa typu Ia) w układach podwójnych. Materia składająca się na gwiazdy neutronowe jest niezwykle gęsta, przy średnicy ok. 25 km gwiazdy tego typu mają masę ok. 2 mas Słońca. Łyżeczka (3 cm³) materii w takim stanie ma masę około 6 miliardów ton.

## Odkrycie
Przewidzenie istnienia gwiazd neutronowych było przez wiele lat przypisywane Lwowi Landauowi, który w 1932 r. napisał w swoim artykule o gwiazdach, których „jądra atomowe będące w bliskim kontakcie, tworzą jedno gigantyczne jądro”. Data publikacji zbiegła się z datą opublikowania wyników badań Jamesa Chadwicka odnośnie do odkrycia przez niego neutronu. Doprowadziło to do błędnego powiązania ze sobą obu prac, przez co obecnie uznaje się, że fakt przewidzenia przez niego gwiazd neutronowych jest nieprawdziwy.
Teoretyczne przewidywanie gwiazd neutronowych zostało pierwszy raz przedstawione w grudniu 1933 na konferencji Amerykańskiego Towarzystwa Fizycznego przez Waltera Baade’a i Fritza Zwicky’ego. Zwicky wysunął takie przypuszczenie blisko dwa lata po odkryciu neutronu, wkrótce po eksperymentalnym stwierdzeniu istnienia neutronów we wtórnym promieniowaniu kosmicznym. Odkrycie pulsara przez Antony’ego Hewisha i Jocelyn Bell z Uniwersytetu Cambridge w 1967 potwierdziło istnienie gwiazd neutronowych.

## Fizyka

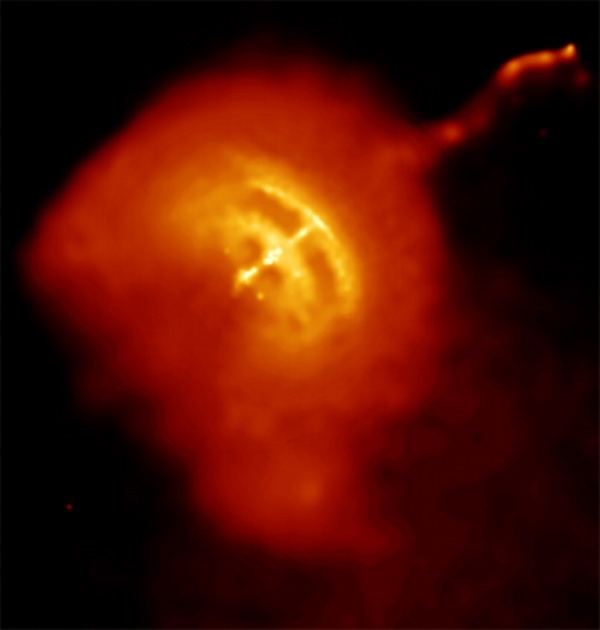
Pulsar Vela

Materia skorupy na powierzchni gwiazdy neutronowej składa się z jąder żelaza (Fe) i swobodnych elektronów. Duże ciśnienie podczas zapadania się jądra supernowej oraz malejące odległości między jądrami i elektronami powodują, że te ostatnie łączą się z protonami podczas fazy zwanej neutronizacją materii, co sprzyja ucieczce neutronów z jąder w procesie zwanym wyciekaniem neutronów; wskutek tego powstaje ośrodek składający się głównie z neutronów. Gdy gęstość we wnętrzu gwiazdy przekroczy 4·1011 g/cm³, materia wygląda jak ciągły stan neutronów.
Swobodne neutrony są nietrwałe i rozpadają się po 15 minutach; tzw. (rozpad β). Produktem rozpadu neutronu są: proton, elektron i antyneutrino:
{\displaystyle n\to p+e^{-}+{\overline {\nu }}_{e}.}
Wszystkie te cząstki są fermionami i podlegają statystyce Fermiego-Diraca, określającej sposób obsadzania stanów energetycznych, oraz zasadzie Pauliego, która stosuje się do wszystkich liczb kwantowych (a nie wyłącznie do spinu).
Gwiazdy neutronowe zawdzięczają nazwę dominującemu składnikowi, jakim są neutrony, ale zawierają również elektrony, protony i mezony. Istnienie takich obiektów wynika z równowagi między zapadaniem grawitacyjnym materii a ciśnieniem wytworzonym przez zdegenerowany gaz fermionowy neutronów, protonów i elektronów. Zdegenerowany gaz fermionowy podlega wciąż statystyce Fermiego-Diraca (a nie Boltzmanna), a ciśnienie nie znika, nawet gdy temperatura gwiazdy dąży do zera. Średnia gęstość waha się w granicach
{\displaystyle \rho \sim 10^{14}{\text{–}}10^{15}\ \mathrm {g/cm^{3}} .}
Gęstość materii w symetrycznych jądrach atomowych, w których {\displaystyle (n_{n}=n_{p})} jest podobnego rzędu:
{\displaystyle \rho \sim 2{,}5\cdot 10^{14}\ \mathrm {g/cm^{3}} .}
Tak duża gęstość wynika jednak raczej z istnienia sił dwójkowania, które zapewniają większą trwałość jąder izotopów radioaktywnych.
W laboratorium nie wytworzono tak dużych gęstości. Nie jest znane równanie stanu gęstej materii jądra gwiazdy neutronowej. Do czasu odkrycia PSR J1614-2230 uważano, że w bardzo gęstym jądrze może zachodzić kondensacja kaonów, których sama obecność w gwieździe mogłaby modyfikować równanie stanu czy przejście fazowe do materii kwarkowej (gwiazdy dziwne), które dostarcza energii przemiany do materii gwiazdy, ale biorąc pod uwagę masę PSR J1614-2230, jest to mało prawdopodobne. Obiekt o masie PSR J1614-2230 (1,97 ± 0,04 M☉), zawierający materię dziwną, najprawdopodobniej zapadłby się w czarną dziurę, zanim powstałaby z niego gwiazda neutronowa.
Młoda, gorąca gwiazda neutronowa (gwiazda protoneutronowa) może pochłaniać w jądrze neutrina, dla których Ziemia jest prawie przezroczysta. Zwiększa to ciśnienie gwiazdy, jej rozmiar, ale prawdopodobnie zmniejsza także degenerację materii w gwieździe. Ucieczka neutrin z gwiazdy destabilizuje tę chwilową równowagę i mogłaby prowadzić do wybuchu supernowej, gdyby nie to, że brak tam niezdegenerowanej materii, która mogłaby napędzić falę uderzeniową, rozdmuchującą w klasycznych supernowych otoczkę progenitora.
Stwierdzono nagłe zmiany tempa rotacji gwiazd neutronowych, co zinterpretowano jako skutek zmiany momentu bezwładności cieczy neutronowej, wypełniającej wnętrze takiego obiektu. W pierwszej połowie lat osiemdziesiątych usiłowano wyjaśnić zjawisko, badając tzw. fale Tkaczenki.
Wnętrza gwiazd neutronowych nie są radioaktywne, natomiast na tempo rozpadów jąder w skorupie mogą mieć wpływ efekty relatywistyczne, wynikające z ogólnej teorii względności (w trakcie rozpadów radioaktywnych jądra tracą symetrię sferyczną). Przypuszcza się, że jądro gwiazdy neutronowej jest nadciekłe.

## Budowa wewnętrzna
Gwiazda neutronowa otoczona jest cienką atmosferą. Wyróżnia się cztery obszary samej gwiazdy:
- skorupa (otoczka) zewnętrzna,
- skorupa wewnętrzna,
- jądro zewnętrzne,
- jądro wewnętrzne.

Materia skorupy zewnętrznej składa się z jonów i elektronów, które są silnie zdegenerowane. W dolnej części tej warstwy, sięgającej kilkuset metrów, gęstości są na tyle wysokie, że występuje wyciek neutronów.
W skorupie wewnętrznej materia zbudowana jest z elektronów, swobodnych neutronów i jąder atomowych bogatych w neutrony. Wraz ze wzrostem gęstości zwiększa się udział swobodnych neutronów, zaś kształt jąder atomowych przestaje być sferyczny. Przy gęstości rzędu 1,5·1014 g/cm³ na dnie skorupy wewnętrznej jądra atomowe znikają, a materia składa się ze swobodnych neutronów, protonów i elektronów. Grubość tej warstwy wynosi około 1 km.
W jądrze gwiazdy materia składa się już przede wszystkim z neutronów, z niewielką domieszką protonów, elektronów i mionów. Granica między jądrem zewnętrznym a wewnętrznym jest umownie określona gęstością około 5,5·1014 g/cm³, powyżej której struktura materii nie jest już dokładnie określona równaniem stanu, wynikającym ze znanych praw fizyki jądrowej. Jądro wewnętrzne występuje w najbardziej masywnych gwiazdach neutronowych, podczas gdy w mało masywnych warstwa ta może nie być obecna.
Rozważa się kilka możliwości składu materii gęstej w wewnętrznym jądrze gwiazdy neutronowej i wynikające stąd równania stanu:
- materia nukleonowa o składzie takim samym jak w jądrze zewnętrznym,
- materia hiperonowa zawierająca domieszkę hiperonów Λ i Σ−,
- kondensaty pionów,
- kondensaty kaonów,
- materia kwarkowa złożona z kwarków u i d oraz kwarków dziwnych s.

Teoretyczne modele budowy gwiazd neutronowych weryfikuje się obserwacyjnie, mając do dyspozycji tzw. krzywe chłodzenia, czyli zmiany temperatury powierzchniowej gwiazdy w funkcji czasu. W początkowym etapie swego życia gwiazda neutronowa chłodzi się dzięki emisji neutrin, zaś tempo ich produkcji silnie zależy od stanu materii w jądrze gwiazdy. Pojemność cieplna wnętrza gwiazdy i emisja neutrin zależy od tego, czy w jądrze występuje nadciekłość. Powierzchnia gwiazdy chłodzi się dzięki emisji fotonów z powierzchni, głównie w zakresie rentgenowskim. Przewodnictwo cieplne na powierzchni gwiazdy i jej temperatura zależą także od obecności pola magnetycznego oraz ewentualnej warstwy materii zakreowanej z towarzysza, jeśli gwiazda znajduje się w układzie podwójnym.
Inną istotną informację daje wyznaczenia masy gwiazdy, ponieważ maksymalna możliwa masa gwiazdy neutronowej zależy od równania stanu. W ogólności bardzo duża masa gwiazdy, 2–2,5 masy Słońca, wskazuje raczej na obecność w jej wnętrzu materii nukleonowej.